# 송영진 (농구인)
송영진 (1978년 10월 2일~ )은 대한민국의 농구선수이다. 198cm의 큰 키에도 불구하고, 날렵한 스피드로 골밑을 장악하고 있다. 대학 시절에는 덩크왕으로도 유명했다. 2001 KBL 신인드래프트에서 1라운드 1순위로 창원 LG 세이커스에 지명되었다. 이후 05-06 시즌부터 부산 KT 소닉붐에서 뛰고 있다. 전 수원 KT 소닉붐 감독을 맡게 됐다.

## 경력
- 2001년 ~ 2005년 창원 LG 세이커스
- 2005년 ~ 2009년 부산 KTF 매직윙스
- 2009년 ~ 2015년 부산 kt 소닉붐

## 수상경력
- 2000 MBC배 대학농구대회 수비상
- 2001 동아시아대회 농구 국가대표
- 2005~2006 프로농구 기량발전상
- 2006 도하 아시안게임 농구 국가대표

## 출신 학교
- 마산동중학교
- 마산고등학교
- 중앙대학교

## 특이 사항
- 원주 동부 프로미의 황진원과는 중학교때부터 친구였다.